# Pangàsids

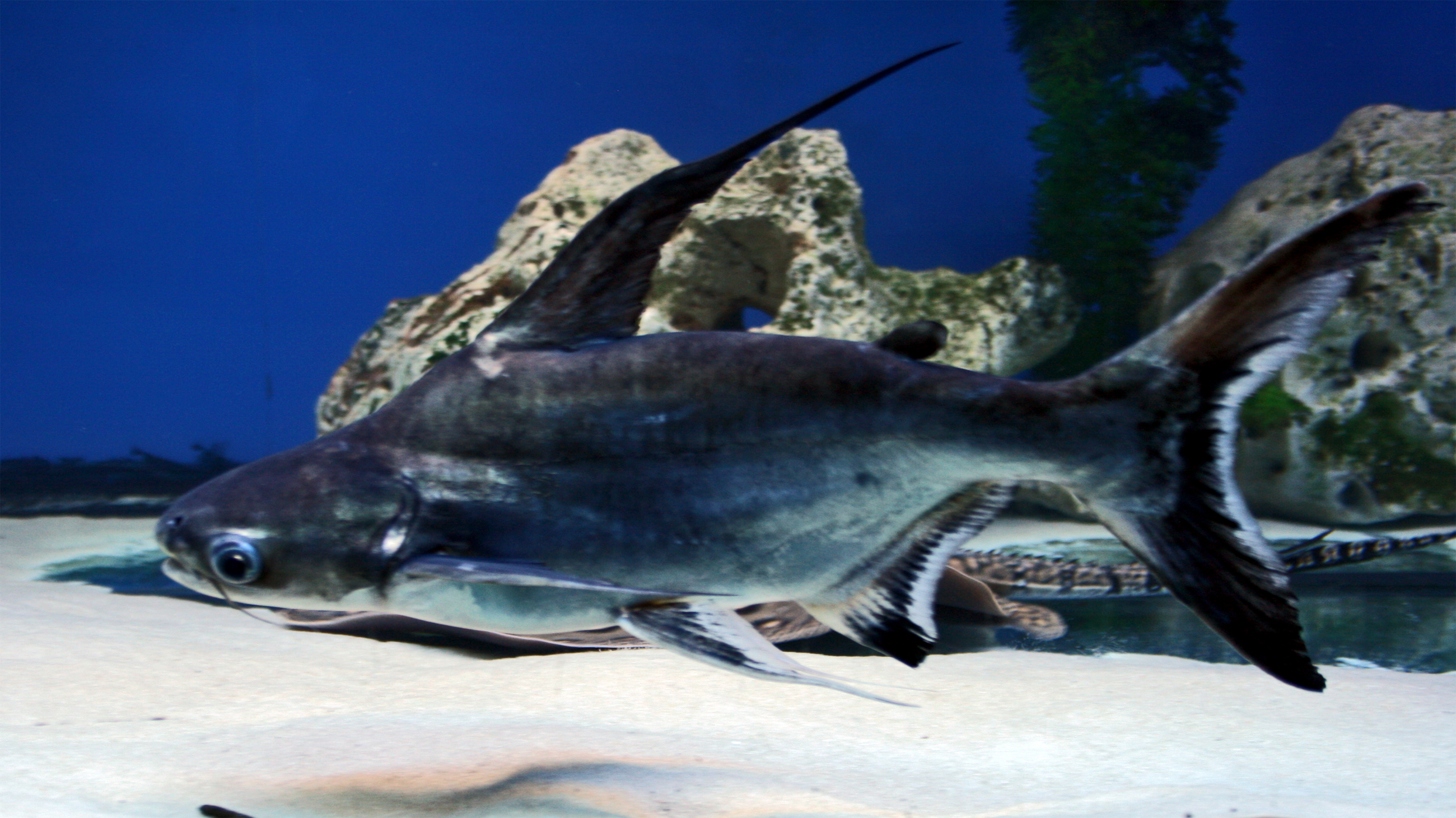
Pangasius sanitwongsei

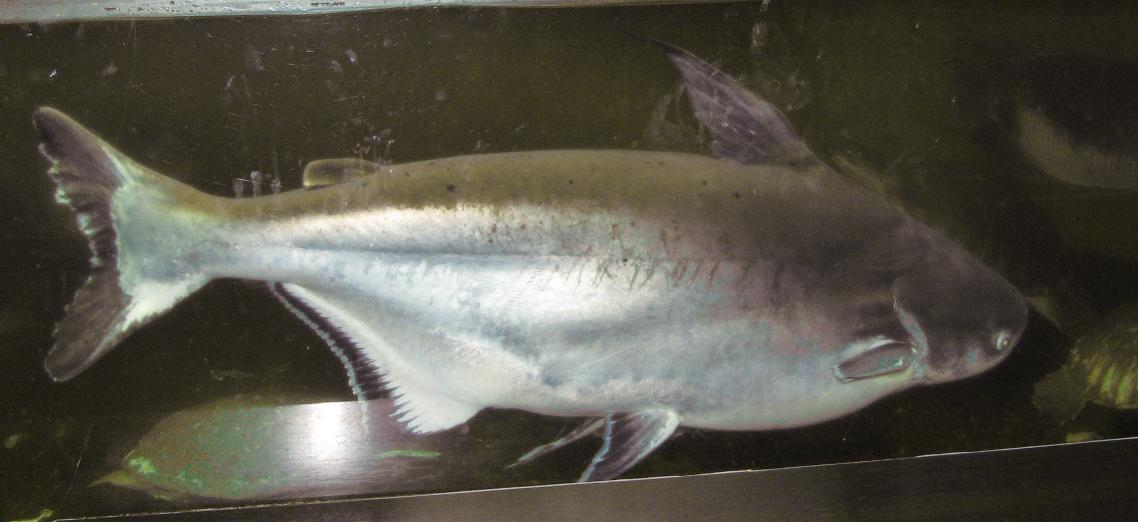
Pangasianodon sanitwongsei

La família dels pangàsids (Pangasiidae) és constituïda per peixos actinopterigis d'aigua dolça i salobre de l'ordre dels siluriformes.

## Morfologia
- L'espècie de més longitud fa 3 metres.
- Pangasius gigas n'és l'espècie més pesant amb 300 kg.
- Normalment tenen 2 parells de barbes sensorials.
- Nombre de vèrtebres: 39-52.[2]

## Distribució geogràfica
Es troba al sud d'Àsia: des del Pakistan fins a Borneo.

## Gèneres
- Helicophagus (Bleeker, 1858)[3]
  - Helicophagus leptorhynchus (Ng & Kottelat, 2000)
  - Helicophagus typus (Bleeker, 1858)
  - Helicophagus waandersii (Bleeker, 1858)
- Pangasianodon (Chevey, 1931)[4]
  - Pangasianodon gigas (Chevey, 1931)
  - Pangasianodon hypophthalmus (Sauvage, 1878)
- Pangasius (Valenciennes, 1840)[5]
- Pseudolais (Vaillant, 1902)[6]
- Sinopangasius (Chang & Wu, 1965)[7]
  - Sinopangasius semicultratus (Chang & Wu, 1965)[8][9][10][11][12][13][14]